# Biggar (Saskatchewan)
Biggar (Town of Biggar) ist eine Stadt der kanadischen Provinz Saskatchewan, am Rand der als Aspen Parkland bezeichneten kanadischen Ökoregion.
Sie ist der Geburtsort der Curling-Olympiasiegerin Sandra Schmirler der Winterspiele 1998 in Nagano.
Dreimal in der Woche ist Biggar ein Haltepunkt des transkontinentalen Luxuszuges The Canadian.

## Persönlichkeiten

### Söhne und Töchter der Stadt
- Patrick Baum (* 1981), kanadisch-deutscher Eishockeyspieler
- Sandra Schmirler (1963–2000), Curlerin
- Rodney Sharman (* 1958), Komponist, Flötist und Musikpädagoge
- Craig Streu (* 1968), kanadisch-deutscher  Eishockeyspieler